# Зигберт IV (Елзас)
Зигеберт IV (на немски: Sigebert IV; на латински: Sigebertus comes de Werde; Sygbertus landgravius Alsacie; † сл. декември 1226/1229) от род Валрамиди, е от 1189 г. граф на Франкенбург-Верд (Château de Verdelles), от 1191 г. граф на Риксинген и пр. 1200 г. ландграф в Елзас в Нордгау.

## Произход
Той е единствен син на Зигеберт III фон Верд († 1184/1191), граф на Елзас (1162), господар на Франкенбург, и съпругата му Аделхайд фон Хюнебург († сл. 1184), дъщеря на граф Дитрих фон Хюнебург († 1159) и Аделхайд фон Хабсбург († сл. 1155), дъщеря на граф Ото II фон Хабсбург († 1111). Внук е на граф Зигеберт II фон Сарбрюкен-Хомбург-Елзас († пр. 1118) и съпругата му фон Франкенбург, дъщеря на граф Зигберт фон Франкенбург († 1085/1118). Правнук е на Сааргауграф Зигеберт I (1019 – 1105). Чичо му Фридрих († пр. 1135) основава графството Саарбрюкен.
Фамилията му произлиза от графовете на Сарбрюкен (Сааргауграфове). Графството Верд се намира в Елзас, южно от Страсбург. Първите графове на Верд са доказани от 1189 г. и още преди 1200 г. имат титлата ландграф в Елзас.
Дворецът Верд (Château de Verdelles) се намира в Матценайм в Гранд Ест (бившия Елзас) в Североизточна Франция.

## Фамилия
Зигеберт IV се жени за Аделхайд фон Риксинген от елзаския Нордгау. Те имат децата:
- Хайнрих I Зигеберт фон Верд († пр. 5 февруари 1238), ландграф в Долен Елзас, женен за Елизабет фон Монфор († 1269), баща на
  - Хайнрих II Зигеберт фон Верд Постумус (* 1239; † 13 февруари 1278), от 1238 г. ландграф в Долен Елзас и граф на Верд, женен I. за Гертдруд фон Дике († 1266/1269); IIl. 1267/1269 г. за Берта фон Раполтщайн († сл. 1302)
- Дитрих Зигеберт († 1272), граф на Риксинген, господар на Форбах и Маримонт, женен I. за Изабела д'Аспремонт, II. за София фон Залм
  - Аделхайд фон Форбах († 1272), омъжена пр. 27 октомври 1255 г. за Симон I фон Геролдсек, фогт фон Маурсмюнстер († сл. 17 юли 1274)
  - Хайнрих II фон Форбах († сл. 1304), господар на Форбах, женен сл. 1256 г. за Агнес д' Аспремонт († пр. 14 януари 1300)
  - Йохан фон Верд († 31 март 1303), епископ на Вердюн
  - Конрад I († 12 септември 1297), господар на Риксинген-Маримонт, женен за фон Хойнбург
- Якоб фон Верд († пр. 1241)
- Хуго фон Верд († сл. 1210)
- Зигиберт фон Верд († 1208/10)